# Sunway TaihuLight
Sunway TaihuLight – superkomputer o mocy obliczeniowej 93 PFLOPS, uruchomiony w 2016 roku w Wuxi w Chinach. W czerwcu 2016 roku znalazł się na pierwszym miejscu listy TOP500 – superkomputerów o największej mocy obliczeniowej na świecie, prześcigając wcześniejszego rekordzistę Tianhe-2, o mocy obliczeniowej 33 PFLOPS. Sunway TaihuLight utrzymywał ten rekord przez 2 lata, aż do 8 lipca 2018 roku, gdy liderem rankingu został Summit zbudowany przez IBM-a (o mocy obliczeniowej 200 PFLOPS).

## Budowa
Koszty budowy Sunway TaihuLight wyniosły 1,8 miliarda juanów (273 miliony dolarów). Budowę i oprogramowanie sfinansowały w równych częściach: Rząd Chin, prowincja Jiangsu i miasto Wuxi. Komputer składa się z 40960 64-bitowych procesorów RISC SW26010, każdy zawierający 260 rdzeni i pracuje z częstotliwością 1,45 GHz. Daje to w sumie ponad 10 milionów rdzeni. Jego teoretyczna moc obliczeniowa wynosi 125 PFLOPS, a zmierzona testem LINPACK 93 PFLOPS. Sunway TaihuLight posiada 1,31 PB pamięci operacyjnej i wymaga do zasilania 15,4 MW.
Porównanie kosztu budowy do oficjalnych kosztów budowy Tianhe-2 (390 milionów dolarów) pokazuje, że zastosowanie własnej produkcji (oraz opracowania) procesorów okazało się dla Chin tańsze niż produktów Intela (Xeon). Prawdopodobnie chodziło jednak o uniezależnienie się od embarga na import procesorów zachodnich (poprzedni chiński superkomputer nie mógł być rozbudowany z tego powodu). Oraz od importowania zachodniej elektroniki – Chińczycy w 2014 wydali na import elektroniki więcej niż na import ropy.

## System operacyjny
Systemem operacyjnym jest Sunway Raise OS 2.0.5, oparty na Linuksie.